# 田口伸一
田口 伸一（たぐち しんいち、1968年（昭和43年）4月4日- ）は、日本の政治家。鹿嶋市長（1期）、元茨城県議会議員（自民党、3期）。

## 来歴
茨城県鹿嶋市出身。千葉県立佐原高等学校、専修大学経営学部卒業。山一証券（株）勤務を経て、鹿嶋市内の（株）田口商事に入社し、同社代表取締役を務めた。
2014年、茨城県議会議員選挙に初当選。
2021年12月、錦織孝一の後継として2022年4月の鹿嶋市長選挙への立候補を表明し、2022年4月に無投票で初当選。